# Bruise Pristine
«Bruise Pristine» — первый сингл альтернативной группы Placebo из дебютного альбома.

## Исполнители
«Bruise Pristine» исполнил Брайан Молко со Стефаном Ольсдалем и Робертом Шульцбергом.

## История
Есть две официальные версии этой песни — сингл и трек альбома. Первая версия больше походит на музыку, играющую на радиостанциях, поэтому сначала, в 1995 году, сингл не попал в чарты. Песня была переиздана в 1997 году и достигла 14 места в чарте Великобритании. В 1997 году она стала одним из саундтреков игры Gran Turismo.

## Список композиций
CD 1
1. «Bruise Pristine» (Radio edit) — 3:01
2. «Then the Clouds Will Open for Me» — 4:20
3. «Bruise Pristine» (1" Punch mix) — 4:38

CD 2
1. «Bruise Pristine» — 3:42
2. «Waiting for the Son of Man» — 4:10
3. «Bruise Pristine» (Lionrock mix) — 7:35